# Alexander Gough
Alexander Gough (* August 1614; † 1655), auch Goughe oder Goffe, war ein englischer Schauspieler der Regierungszeit Karl I. Er begann als Kinderschauspieler und übernahm auf der Bühne die Frauenrollen. Während des Englischen Bürgerkriegs und des Interregnums (1642–1660) als alle Theater geschlossen waren und die Schauspieler arbeitslos wurden, verlegte Gough sich auf das Schreiben von Theaterstücken.

## Als Schauspieler
Alexander Gough wurde 1614 als jüngster Sohn von Robert Gough geboren (getauft am 7. August). Robert war ebenfalls Schauspieler und ein Mitglied der King’s Men. Wie einige andere Schauspielersöhne seiner Zeit begann Alexander als Boy Actor und arbeitete mit der Theaterkompanie seines Vaters. Da es Frauen verboten war Theater zu spielen, übernahmen Boy Actors wie auch ältere männliche Schauspieler die Frauenrollen in den Stücken. So spielte Gough:
- 1626 die Caenis in The Roman Actor von Philip Massinger
- 1629 die Acanthe in The Picture ebenfalls von Massinger
- 1631 die Eurinia in The Swisser von Arthur Wilson
- 1632 die Lillia-Bianca in The Wild Goose Chase (in einer Neuinszenierung), von John Fletcher

Gough übernahm auch Rollen in The Lover’s Melancholy (1628, von John Ford) und The Soddered Citizen (1630 von John Clavell). Gough begleitete die Theaterkompanie der King’s Men bis 1636; vielleicht auch länger, indem er noch kleinere Rollen übernahm.
1642, als der Englische Bürgerkrieg seinen Anfang nahm, erzwang das puritanische Regime die Schließung der Londoner Theater. Allerdings kam das Theaterwirken Englands nicht vollständig zum Erliegen – viele Schauspieler agierten weiter im Verborgenen, oftmals in Privatvorstellungen in Adels- und Bürgerhäusern. Es stellte sich aber das Problem, wie man das Publikum für diese geheimen Vorstellungen finden sollte. Und zwar so, dass keine Informanten darunter waren, die sie an die Behörden verrieten. In dieser Zeit arbeitete Alexander Gough als, wie er es nannte, „Jackal“ (Schakal), der geneigte Zuschauer aufsuchte und ihnen Zeit und Ort mitteilte.

## Als Autor
Zu Zeiten der englischen Republik verlegte er sich, wie auch einige andere durch die Theaterschließung arbeitslos gewordene Schauspieler, auf das Schreiben. Am Bekanntesten ist seine Einführung („To the Reader“) zum Stück The Widow (erste Ausgabe 1652) von John Fletcher, Ben Jonson und Thomas Middleton (Die Literaturwissenschaft geht heute davon aus, dass The Widow von Middleton alleine stammt.)
Gough war auch an den Erstausgaben von The Queen (1653), einem Stück, das John Ford zugeschrieben wird und The Passionate Lovers (1655) von Lodowick Carlell beteiligt.